# Crenidorsum russellae
Crenidorsum russellae es un hemíptero de la familia Aleyrodidae, con una subfamilia: Aleyrodinae.
Fue descrita científicamente por primera vez por P.M.M David & B.V. David en 2000.